# Manifestations de 2023 en Israël
Les manifestations contre la réforme du système judiciaire en Israël de 2023 sont une série de manifestations, de grèves, de grèves de la faim et de démissions ayant lieu en Israël contre la réforme judiciaire (en) proposée par le gouvernement de Benjamin Netanyahou, récemment réélu,.
Des manifestations interviennent le samedi soir, à Tel Aviv et dans d'autres villes, à partir du 7 janvier 2023,,, ainsi qu'à divers endroits certains jours de la semaine,,.
Outre les manifestations, les réformes proposées ont suscité de nombreuses réactions au niveau international, de la part de fonctionnaires jusqu'à des juristes et des économistes.
Le mouvement s'arrête à la suite de l'attaque du Hamas contre Israël d'octobre 2023,.

## Contexte
Depuis la crise politique qui a débuté en 2018, plusieurs élections anticipées ont été organisées à la suite de tentatives infructueuses de former une coalition gouvernementale. Les élections de 2021 ont été les premières à aboutir à la formation d'un gouvernement. La coalition sortante, qui détenait une majorité d'un siège, s'est effondrée en juin 2022 après la défection d'un de ses membres. Lors des élections législatives anticipées qui ont suivi, le gouvernement sortant, dirigé par Yair Lapid, a été battu par une coalition de partis de droite, dirigée par l'ancien Premier ministre Benyamin Netanyahou, qui a formé un nouveau gouvernement entré en fonction le 29 décembre 2022.
Le 4 janvier 2023, le ministre de la Justice nouvellement nommé, Yariv Levin, annonce son intention de réformer le système judiciaire israélien, notamment en limitant le pouvoir de la Cour suprême et des conseillers juridiques du gouvernement, et en accordant à la coalition gouvernementale une majorité au sein du comité qui nomme les juges. À la suite de cette annonce, plusieurs organisations, dont Crime Minister et Omdim Beyachad, annoncent leur intention d'organiser des manifestations à Tel-Aviv le 7 janvier.

## Chronologie

### Janvier
Une manifestation réunissant environ 20 000 personnes a eu lieu sur la place Habima de Tel-Aviv le 7 janvier 2023, avec Ayman Odeh comme orateur invité,. Une manifestation plus petite a eu lieu à Haïfa, réunissant 200 personnes.
Une deuxième manifestation a été organisée sur la place Habima une semaine après la première. Environ 80 000 personnes ont participé à cette manifestation, tandis que des rassemblements plus modestes ont eu lieu à Haïfa et à Jérusalem, réunissant respectivement 2 500 et 3 000 personnes.
Le 21 janvier, une autre manifestation a suivi dans la rue Kaplan, au centre de Tel Aviv. La police israélienne estime que plus de 100 000 personnes ont participé à la manifestation, et que des manifestations moins importantes ont eu lieu dans des villes telles que Haïfa, Jérusalem et Beer-Sheva.

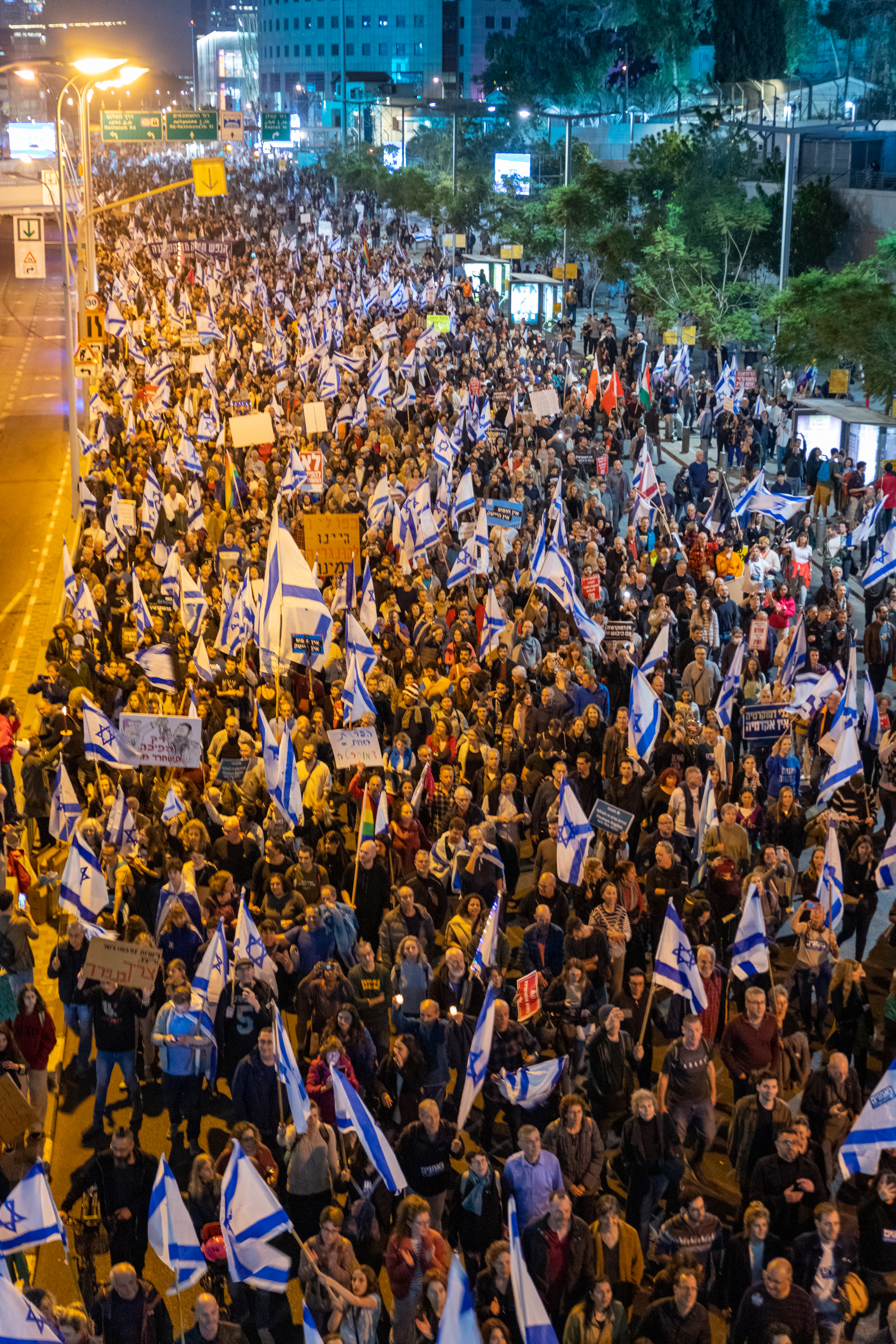
Manifestation sur la route Begin à Tel Aviv, le 28 janvier 2023.

Une quatrième manifestation a également eu lieu le 28 janvier dans la rue Kaplan. Le nombre de manifestants à Tel Aviv a diminué, tandis qu'il a augmenté à Haïfa et à Jérusalem. À cette époque, les manifestations ont commencé à attirer l'attention de la communauté internationale, puisque le secrétaire d'État américain Antony Blinken s'est rendu en Israël et s'est entretenu avec Netanyahou sur la réforme judiciaire.

### Février
Le 4 février, une cinquième manifestation a eu lieu dans la rue Kaplan. Haaretz estime que 60 000 personnes ont participé aux manifestations au niveau national, tandis que le Jerusalem Post parle de plus de 100 000 personnes pour la seule ville de Tel Aviv. Des manifestations ont eu lieu dans tout le pays, avec des rassemblements dans des villes telles que Rishon LeZion, Ness Ziona et Herzliya.
Le 8 février, le président de la commission de la Constitution, du droit et de la justice de la Knesset, Simcha Rothman, a annoncé qu'il voterait le renvoi de plusieurs réformes au plénum de la Knesset, y compris une loi donnant à la coalition une majorité au sein de la commission des nominations judiciaires, le 13 février.
Le 11 février, une sixième manifestation a eu lieu rue Kaplan, où l'ancienne ministre des affaires étrangères Tzipi Livni est intervenue en tant qu'oratrice invitée. Haaretz estime que 50 000 personnes ont participé à la manifestation, et que 30 000 autres personnes ont participé à d'autres manifestations dans tout le pays, notamment à Kfar Saba, Jérusalem et Haïfa. Les organisateurs estiment que 150 000 personnes ont participé à la seule manifestation de Kaplan.
Le lendemain, plusieurs leaders de la contestation, dont l'ancien chef d'état-major général Moshe Ya'alon et le Mouvement pour un gouvernement de qualité en Israël, ont annoncé leur intention d'organiser une grève générale et une manifestation devant le bâtiment de la Knesset le 13 février, que l'on croyait être celle du vote avant que l'annonce ne soit faite. Plus de 100 000 personnes se sont rassemblées pour manifester à Jérusalem le 13 février,, tandis que des travailleurs de plusieurs secteurs, notamment des médecins et des techniciens, se sont mis en grève. Ce jour-là, la commission de la Constitution a voté par 9 voix contre 7 en faveur des réformes.
Le 18 février, des manifestants ont défilé à Tel Aviv et dans d'autres villes d'Israël, marquant le septième week-end de manifestations depuis la présentation des réformes judiciaires. Les organisateurs ont déclaré qu'environ un quart de million d'Israéliens ont participé aux manifestations dans plus de 60 endroits du pays, y compris les quelque 135 000 manifestants qui ont marché du Centre Dizengoff à la rue Kaplan à Tel Aviv. Les organisateurs du rassemblement dans le centre de Tel Aviv ont projeté un discours de 2012 de Benjamin Netanyahou, dans lequel le Premier ministre a déclaré qu'il croyait en un système judiciaire fort et qu'il avait l'intention de protéger l'indépendance des tribunaux israéliens,,.

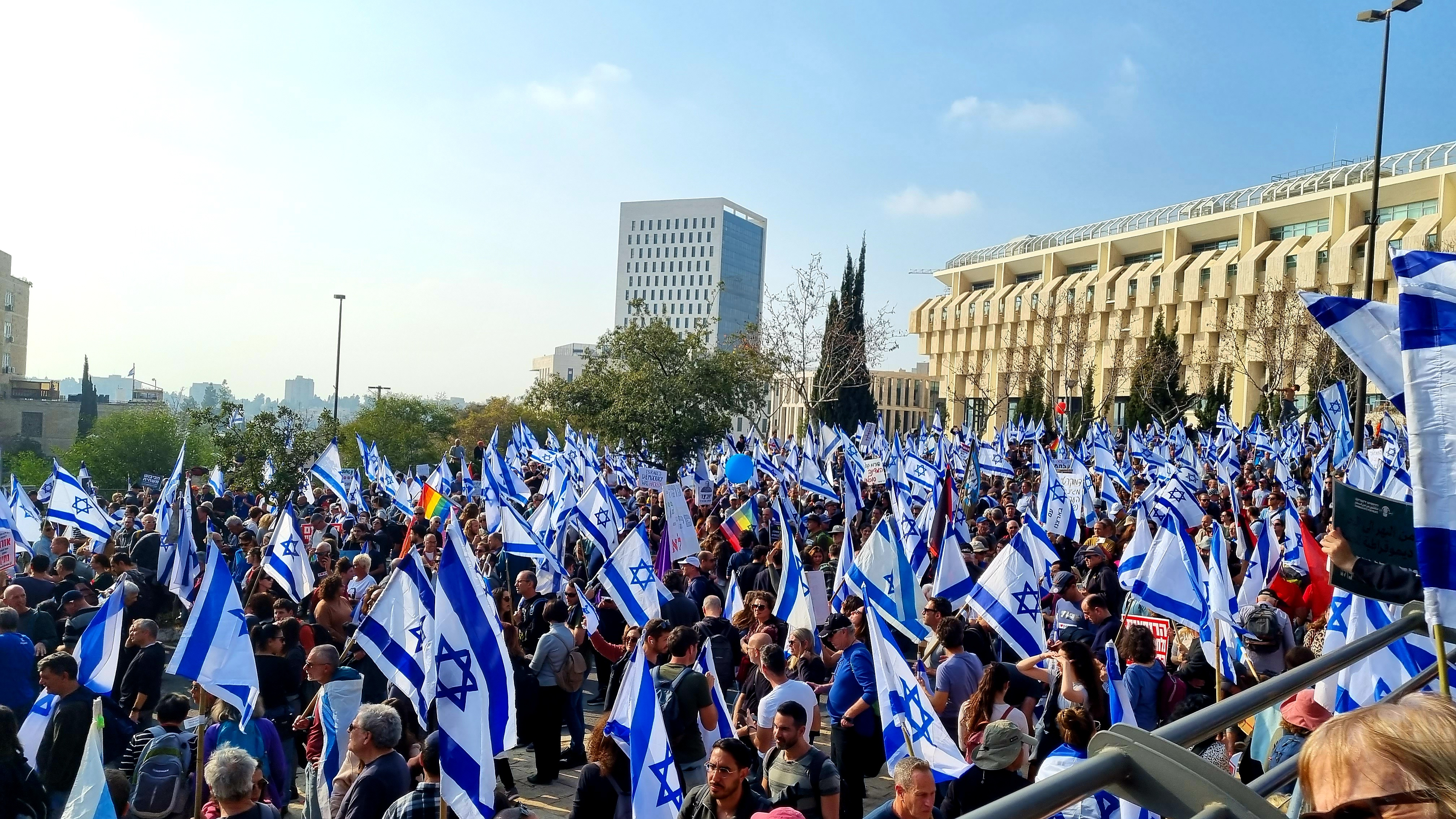
Manifestation près de la Knesset à Jérusalem, le 20 février 2023.

Le 20 février, plus de 100 000 personnes se sont rassemblées devant la Knesset à Jérusalem pour protester contre « un premier vote en plénière sur des projets de loi qui donneraient aux politiciens le contrôle des nominations à la Cour suprême d'Israël et limiteraient sa capacité à annuler des lois ». Les manifestants ont bloqué des routes principales et empêché plusieurs fonctionnaires de quitter leur résidence. Lors d'une réunion avec des législateurs du Likoud, Netanyahou a critiqué les dirigeants du mouvement qui « nous menacent d'une guerre civile et de sang dans les rues ».

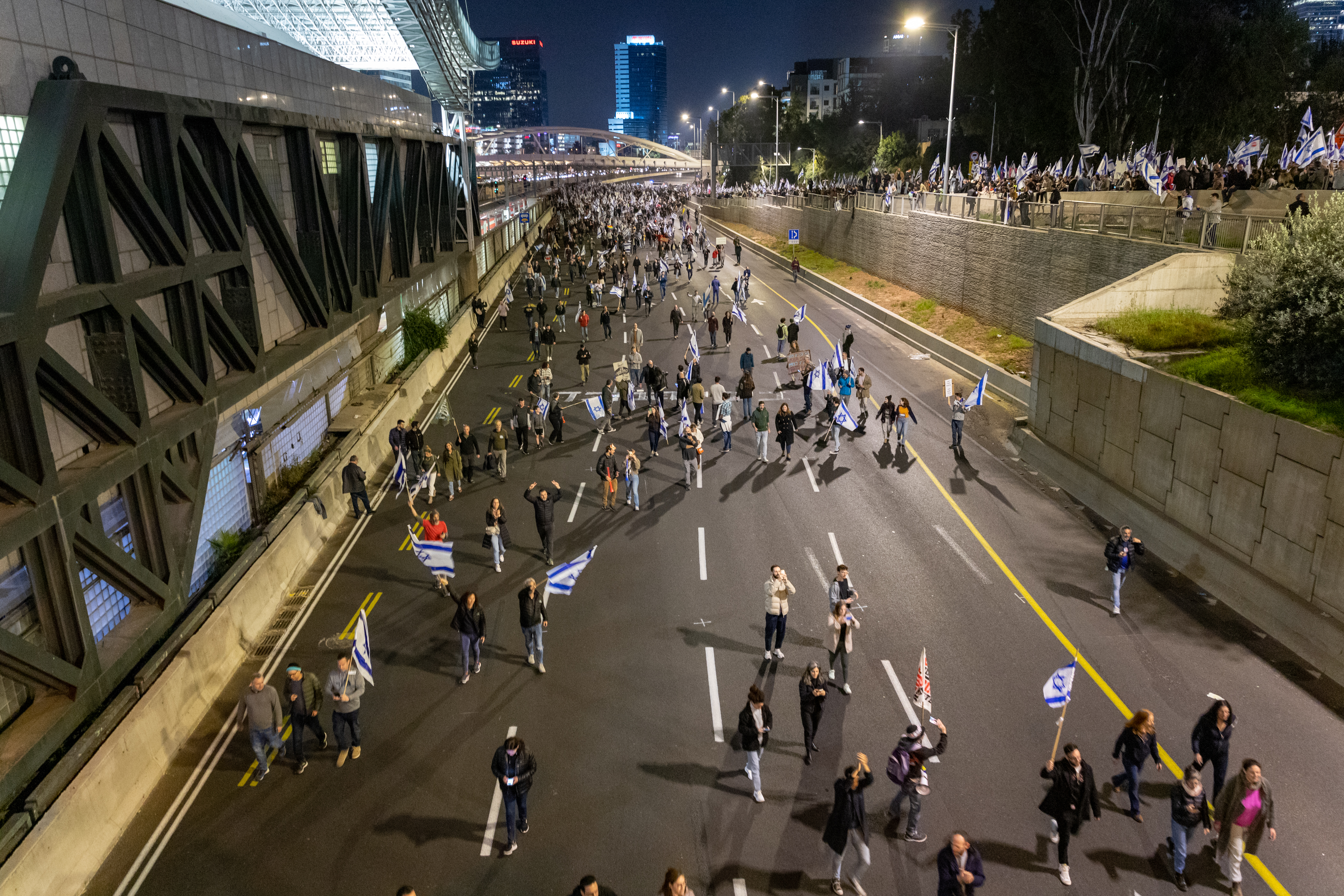
Des manifestants bloquent l'autoroute Ayalon à Tel Aviv, le 25 février 2023.

Le 25 février, les manifestations se sont poursuivies dans tout le pays. Il y avait 160 000 manifestants à Tel Aviv (selon Channel 13), 30 000 à Haïfa (selon la police) et environ 5 000 à Ra'anana (selon Haaretz). À Tel Aviv, la manifestation a été précédée d'une représentation de 150 membres du groupe de femmes Bonot Alternativa (« Construire une alternative »), portant des tenues rouges et blanches ressemblant à celles portées par les servantes dans la série télévisée The Handmaid's Tale : La Servante écarlate. Le groupe est apparu pour protester contre certains des changements juridiques proposés, qui, selon eux, porteront préjudice aux femmes. L'économiste Jacob Frenkel, ancien gouverneur de la Banque centrale d'Israël, et Elyakim Rubinstein, ancien vice-président de la Cour suprême d'Israël, ont participé aux manifestations.

### Mars

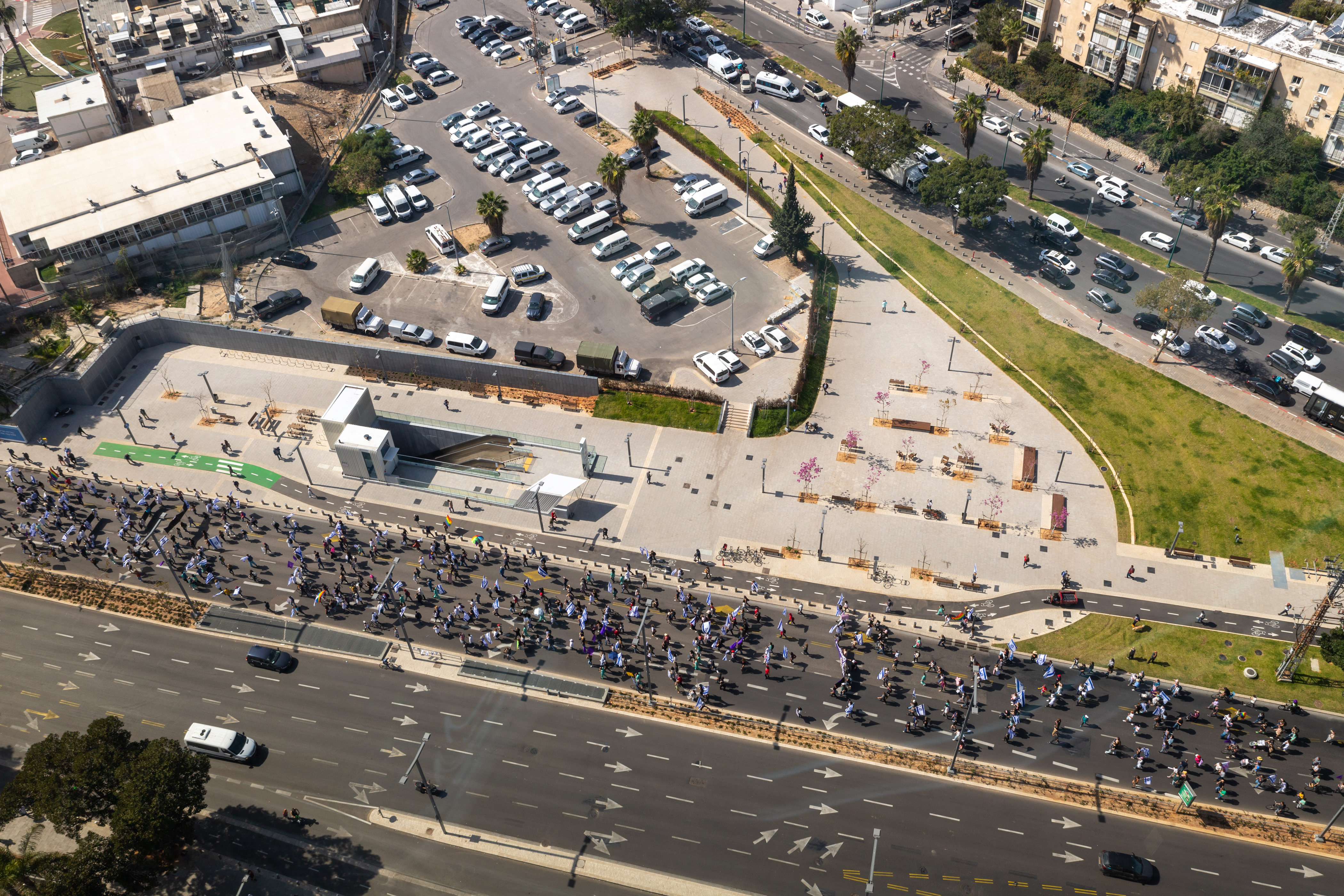
Manifestants défilant sur le boulevard Begin à Tel Aviv, le 1er mars 2023.

Le 1er mars a été désigné « journée nationale de perturbation ». Les manifestants ont tenté de bloquer l'autoroute Ayalon à Tel Aviv, mais la police a utilisé des grenades assourdissantes, la police montée et des canons à eau contre les manifestants, et a arrêté plusieurs personnes. Netanyahou et le ministre de la sécurité nationale Itamar Ben-Gvir ont tous deux déclaré que tous les manifestants qui bloquaient les routes étaient des anarchistes qui devaient être arrêtés. Plus tard dans la soirée, l'épouse du Premier ministre, Sara Netanyahou, a été aperçue dans un salon de coiffure à Tel-Aviv. Les manifestants sont restés devant le salon pendant trois heures, tandis que la police montée gardait l'entrée. Au bout de trois heures, Mme Netanyahou a été escortée vers la sortie par la police.

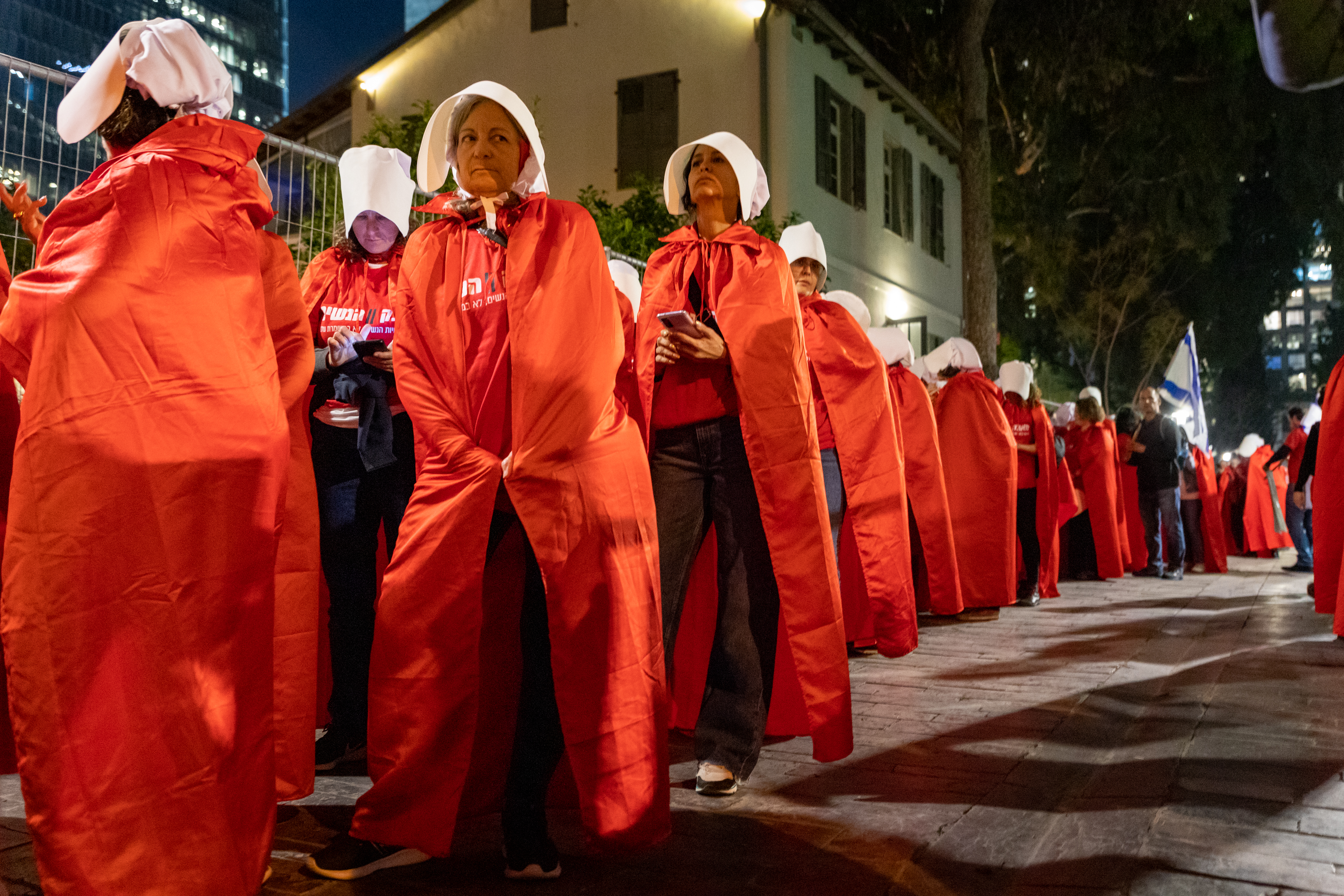
Manifestants déguisés en servantes de la série télévisée The Handmaid's Tale : La Servante écarlate à Tel Aviv, le 4 mars 2023.

Le 4 mars, des manifestations ont eu lieu à Ashkelon, Arad, Bat Yam, Beersheba, Haïfa, Herzliya, Holon, Jérusalem, Kiryat Ono, Kiryat Shmona, Ra'anana, Tel Aviv et dans d'autres lieux. Channel 12 a estimé que 160 000 personnes ont participé aux manifestations rien qu'à Tel Aviv. Le ministre de la Sécurité nationale Itamar Ben-Gvir s'est adressé à la presse depuis le quartier général de la police à Tel-Aviv, déclarant qu'il n'avait pas l'intention de s'excuser auprès de qui que ce soit, « et certainement pas auprès des anarchistes qui cherchent à mettre le feu à l'État de Tel-Aviv ». Plusieurs législateurs de l'opposition ont participé aux manifestations. Le chef de l'opposition Yair Lapid a participé à la manifestation à Herzliya, le chef du parti d'opposition Israel Beytenou Avigdor Liberman s'est exprimé à Ashdod, et le chef du Parti de l'unité nationale Benny Gantz s'est exprimé à Beersheba. En outre, l'ancienne ministre de l'éducation et membre du Likoud, Limor Livnat, a pris la parole lors de la manifestation à Tel Aviv. S'adressant aux manifestants à Ra'anana, Moshe Ya'alon a déclaré que Netanyahou avait perdu le contact avec la réalité. Tzipi Livni a exprimé son soutien aux manifestations, déclarant qu'elles étaient les plus importantes auxquelles elle avait jamais participé. L'ancien commissaire de police Roni Alsheich a également pris la parole lors de la manifestation de Ra'anana. Une grande banderole portée par les manifestants à Tel Aviv montrait des photos du ministre des finances Bezalel Smotrich et du ministre de la sécurité nationale Itamar Ben-Gvir, avec le texte « Hier Huwara, demain Israël », sur fond d'une photo du massacre de colons dans la ville de Huwara en Cisjordanie.
Le 8 mars, plus de 25 000 femmes vêtues de rouge ont formé des chaînes humaines dans 70 localités d'Israël, associant la commémoration de la Journée internationale des femmes à la vague de protestations contre la réforme judiciaire du gouvernement. L'événement était organisé par Building an Alternative, l'organisation féminine de base à l'origine des veillées des servantes. Lors de l'annonce de l'événement, l'organisation avait déclaré que les femmes israéliennes « traçaient une ligne rouge » en ce qui concerne la violation des droits des femmes.
Le lendemain, le mouvement de protestation a mené ce qui a été appelé une « journée nationale de résistance ». Les manifestants ont bloqué les routes et les voies maritimes, y compris l'une des principales autoroutes du pays, Ayalon, qui relie tous les principaux axes de circulation menant à Tel Aviv. Des convois de voitures ont envahi l'autoroute Tel Aviv-Jérusalem et se sont dirigés vers le terminal principal de l'aéroport Ben Gourion. La manifestation à l'aéroport a eu lieu quelques heures avant que Netanyahou ne s'envole pour Rome afin de rencontrer la Première ministre italienne Giorgia Meloni,,.
Le 11 mars, plus de 500 000 personnes ont manifesté dans de nombreuses villes du pays, dans ce qui est considéré comme l'une des plus grandes manifestations de l'histoire du pays.

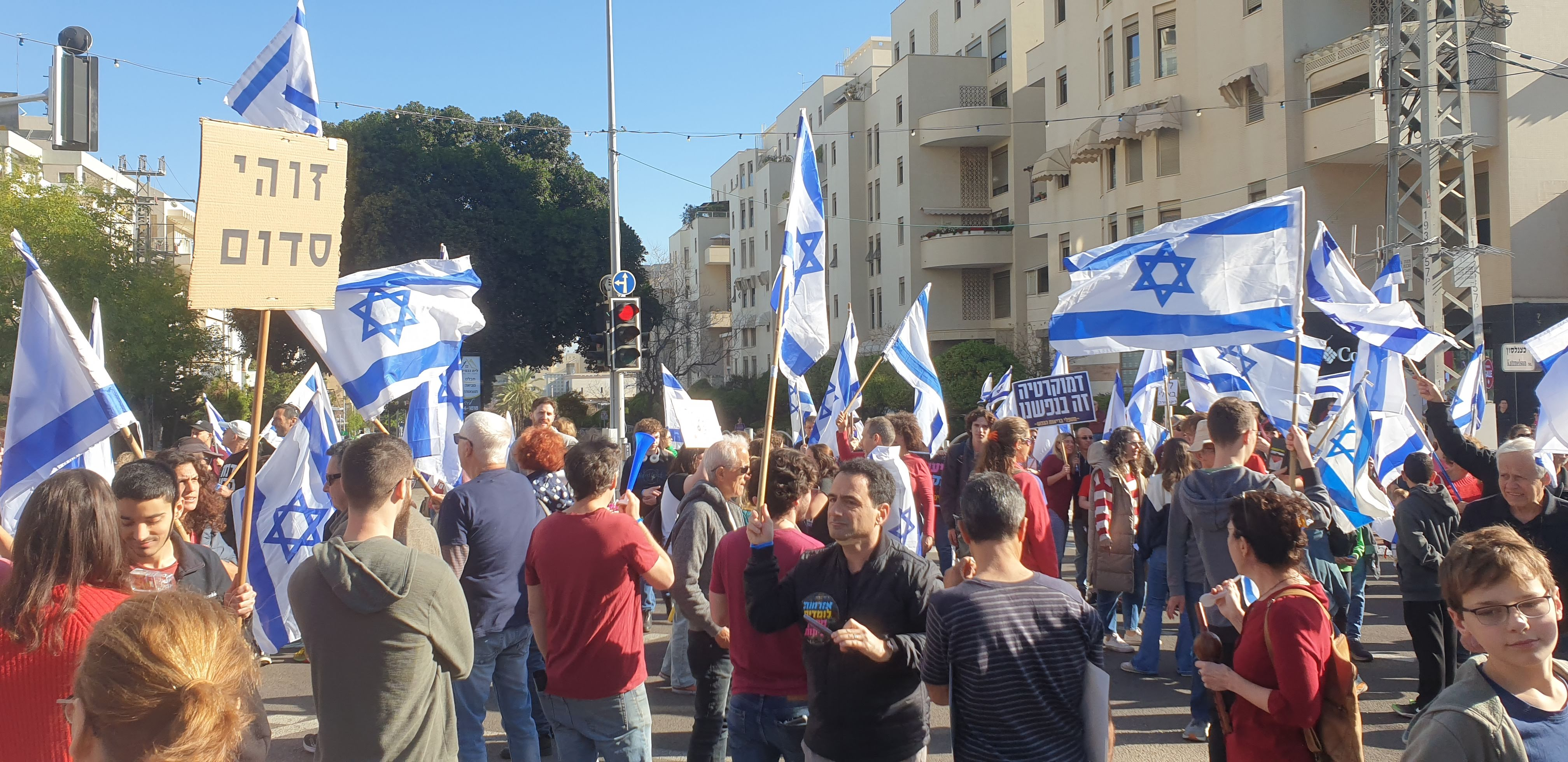
Manifestation contre les réformes judiciaires à Kfar Saba, le 16 mars 2023.

Le 16 mars, des dizaines de milliers d'Israéliens ont participé à des manifestations dans tout le pays. Des vétérans de la marine, à bord de bateaux, ont bloqué la route empruntée par les navires commerciaux pour se rendre au port de Haïfa. Dans la banlieue de Tel Aviv, les manifestants ont créé des zones de séparation de fortune pour les hommes et les femmes aux arrêts de bus, en guise d'avertissement de « ce qui nous attend tous au coin de la rue »,.
Le 18 mars, plus de 260 000 manifestants sont descendus dans les rues des villes israéliennes, dont 175 000 à Tel Aviv, 20 000 à Haïfa et 18 000 à Kfar Saba.
Le 20 mars, 15 manifestants installés dans un campement devant le bureau du Premier ministre ont entamé une grève de la faim.
Le lendemain, environ 250 Israéliens se sont rassemblés à Haïfa pour protester contre le projet du gouvernement de modifier radicalement le système judiciaire israélien, à l'extérieur d'une conférence à laquelle participaient plusieurs membres importants de la coalition, dont Nir Barkat, Miri Regev et Idit Silman. Des étudiants de l'université de Haïfa ont protesté à l'extérieur d'une conférence à laquelle le ministre des affaires de la diaspora, Amichai Chikli, devait prendre la parole. Des dizaines de parents et d'éducateurs ont manifesté à l'extérieur d'une conférence du ministère de l'Éducation à Tel Aviv et d'autres ont bloqué le boulevard Rokach, une autre route principale au nord de Tel Aviv.
Le 22 mars, des centaines de manifestants du mouvement de protestation des réservistes, brandissant des drapeaux israéliens et des drapeaux de la brigade des parachutistes, ont bloqué une route principale de Tel Aviv à l'extérieur d'un événement où le ministre du logement Yitzhak Goldknopf, le ministre des transports Miri Regev et le premier ministre Benyamin Netanyahou devaient s'exprimer. Le Premier ministre s'est retiré de l'événement et le ministre Goldknopf a été contraint de quitter la scène, invoquant le pandémonium.
Le 23 mars, des milliers de manifestants ont défilé dans la ville ultra-orthodoxe de Bnei Brak, portant une maquette géante de la déclaration d'indépendance. Des milliers d'autres sont descendus dans les rues d'autres villes d'Israël. Des réservistes ont manifesté devant les domiciles du chef du parti Shas, Aryeh Deri, et du ministre de l'éducation, Yoav Kisch,. Des centaines d'employés et de retraités de Rafael Advanced Defense Systems ont manifesté devant l'usine de la société, portant des pancartes sur lesquelles on pouvait lire : « Sans démocratie, il n'y a pas de sécurité, c'est la deuxième guerre d'indépendance » et « Nous sommes le Dôme de fer d'Israël ». Environ 1 500 grands-mères israéliennes, se faisant appeler « grands-mères pour la démocratie », se sont rassemblées à Tel-Aviv pour protester contre les changements judiciaires prévus par le gouvernement. L'une des participantes a expliqué : « Cet État est fondé sur le fait que nous travaillons tous très dur et que nous bénéficions tous des biens publics et d'une bonne économie. Mais ce qui s'est passé maintenant, c'est qu'un certain groupe veut traire la vache jusqu'à la mort et presser le citron jusqu'à ce qu'il n'en reste plus rien, et nous ne le permettrons pas ».
Selon les organisateurs, plus de 630 000 personnes ont participé aux rassemblements du 25 mars, les plus importants de l'histoire d'Israël. Tel Aviv, Haïfa, Beersheba et Jérusalem ont connu leur plus forte participation depuis le début des manifestations, avec notamment plus de 300 000 personnes à Tel Aviv. Plus de 70 000 personnes ont manifesté à Haïfa et des dizaines de milliers à Ashdod, Beersheba, Or Akiva et Ra'anana. Des centaines de manifestants se sont rassemblés près de Kiryat Shmona et à Rehovot. Des centaines d'autres se sont rassemblés près de Nahalal,. Le même jour, le ministre de la Défense, Yoav Galant, a demandé une pause dans la réforme judiciaire. Il a déclaré que « la fracture sociale croissante a fait son chemin jusqu'à l'armée et aux agences de sécurité. Il s'agit d'une menace claire, immédiate et tangible pour la sécurité d'Israël ». Gallant a appelé à une pause avant que les législateurs ne votent la semaine suivante sur une partie centrale des propositions du gouvernement.

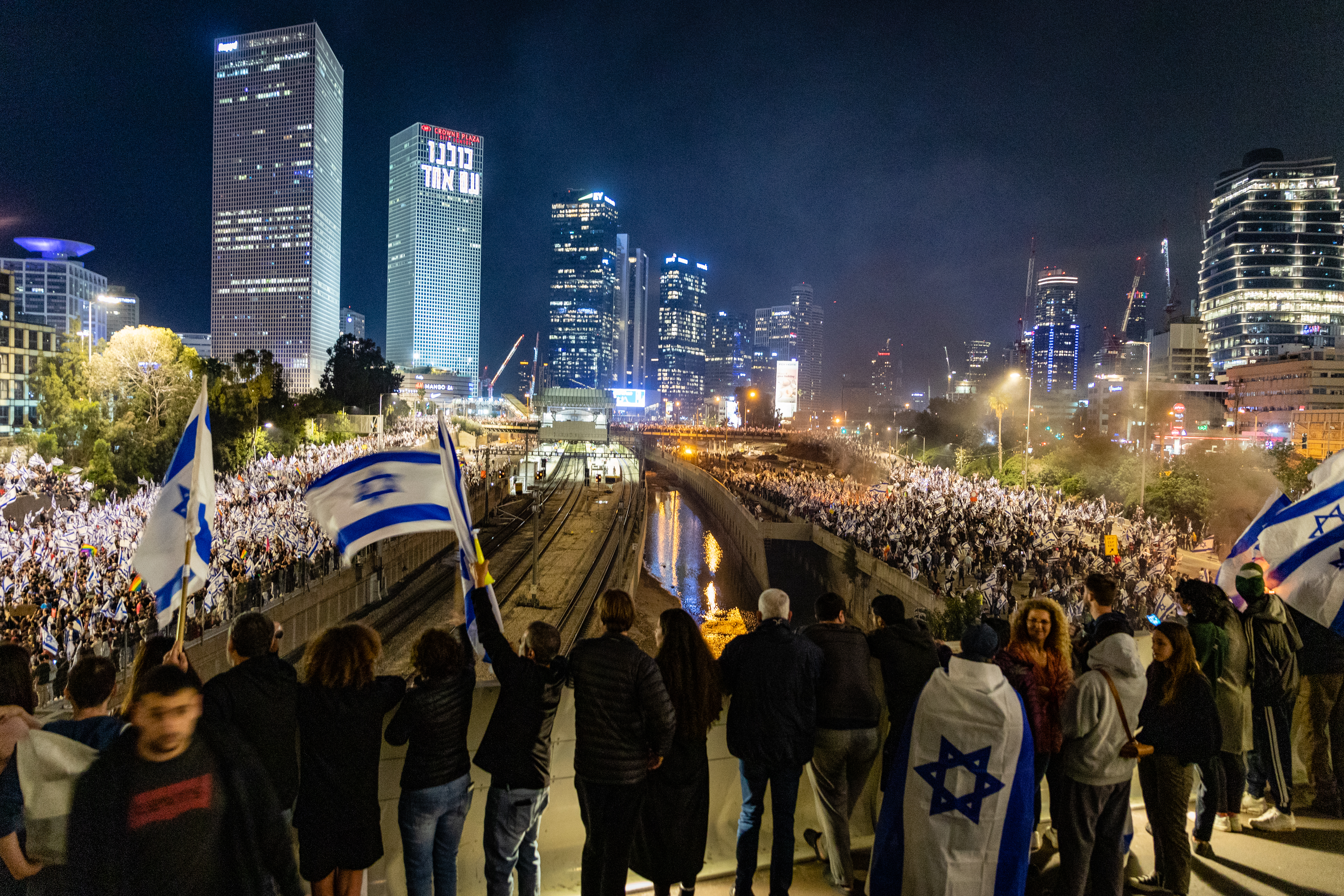
Des manifestants bloquent l'autoroute Ayalon à Tel Aviv, le 26 mars 2023.

Gallant a été démis de ses fonctions par Netanyahou le jour suivant. En réponse à ce limogeage, des centaines de milliers de manifestants ont bloqué des routes à travers Israël, dans plus de 150 endroits. Asaf Zamir, consul général d'Israël à New York, a démissionné de son poste à la suite du renvoi de Gallant afin de « défendre ce qui est juste et de lutter pour les valeurs démocratiques auxquelles je crois ». Les universités israéliennes (à l'exception de l'université d'Ariel, située en Cisjordanie) annoncent une grève illimitée, y compris l'arrêt de tous les cours et de la recherche, pour protester contre les actions du gouvernement. 23 dirigeants de conseils locaux ont annoncé leur intention d'entamer une grève de la faim devant le bureau du Premier ministre, exigeant l'arrêt de la réforme judiciaire. Les manifestants ont intensifié leur mouvement et se sont dirigés vers la résidence de Netanyahou. Selon certaines informations, des barrières de sécurité auraient été brisées, mais ces informations ont été démenties par la police,.
Le 27 mars, le président israélien Isaac Herzog a demandé au Premier ministre Benyamin Netanyahou d'arrêter immédiatement le processus législatif. Il a déclaré : « Au nom de l'unité du peuple d'Israël, au nom de la responsabilité, je vous demande d'arrêter immédiatement le processus législatif. Je me tourne vers tous les chefs de parti de la Knesset, de la coalition et de l'opposition, pour qu'ils placent les citoyens de la nation au-dessus de tout, et qu'ils se comportent de manière responsable et courageuse sans plus attendre ». Le président de la fédération syndicale Histadrout, Arnon Bar-David, a annoncé une grève nationale générale, suivie par les syndicats et les grandes entreprises qui ont annoncé leur participation à la grève. Les leaders de l'industrie de la haute technologie ont annoncé une fermeture complète de l'industrie technologique du pays. Le dirigeant du syndicat des aéroports israéliens a demandé aux travailleurs de l'aéroport de fermer l'aéroport Ben Gurion. Le syndicat des médecins israéliens a annoncé le gel immédiat du système de santé. Cette grève représentait « la première fois dans l'histoire de l'État d'Israël [que] le secteur des affaires, avec la Histadrout et le gouvernement local, unissent leurs forces pour sauver le pays d'un terrible chaos », a déclaré Dubi Amitai, président du Présidium des organisations d'entreprises israéliennes. Les ambassades d'Israël aux États-Unis et au Royaume-Uni ont fermé leurs portes, se joignant à la grève mondiale des diplomates contre les changements proposés au système judiciaire. Devant l'ampleur des manifestations et l'annonce de la grève générale, Netanyahou annonce la suspension et le report du vote sur le projet de réforme,.
Deux jours après, des milliers d'Israéliens ont manifesté à Tel Aviv, Haïfa et Jérusalem contre le projet de création d'une Garde nationale sous le commandement du ministre de la Sécurité nationale Itamar Ben-Gvir, qui résulte d'un accord entre Netanyahou et Ben-Gvir pour le report de la législation judiciaire.

### Avril
Le 3 avril, des manifestations en faveur de la réforme ont eu lieu devant la résidence du président Herzog. Les manifestants brandissaient des pancartes en hébreu indiquant « Benyamin Netanyahou, le peuple d'Israël est avec vous ».
La semaine suivante, des centaines de personnes opposées aux changements judiciaires ont manifesté, dans la soirée, à Tel-Aviv.